# Otto Heess
Otto Heess (ur. 1898, zm. po 1949) – zbrodniarz hitlerowski, członek załogi obozu koncentracyjnego Mauthausen-Gusen i SS-Obersturmführer.
Z zawodu urzędnik biurowy. Członek NSDAP (od 1933) i Waffen-SS. Członek załogi głównego obozu w Mauthausen od lutego 1940 do sierpnia 1943 (między innymi w 1943 pełnił funkcję dowódcy oddziałów wartowniczych w kamieniołomach Wiener Graben). Od 27 sierpnia 1943 do 6 maja 1945 Heess był komendantem podobozu Steyr. Odpowiedzialny za zbrodnie popełniane na więźniach tego podobozu. Stosował okrutne kary, z karą śmierci włącznie.  
Heess został osądzony w trzecim procesie załogi Mauthausen-Gusen przed amerykańskim Trybunałem Wojskowym w Dachau. Wymierzono mu karę dożywotniego pozbawienia wolności.